# Huélago
Huélago ist eine Gemeinde in der Provinz Granada im Südosten Spaniens mit 358 Einwohnern (Stand: 2024). Die Gemeinde liegt in der Comarca Los Montes.

## Geografie
Die Gemeinde liegt im Norden der Provinz und grenzt an Darro, Fonelas, Guadix, Morelábor und Pedro Martínez.

## Geschichte
Im Mittelalter lag der Ort im umkämpften Grenzgebiet zwischen Al-Andalus und den christlichen Königreichen. Der Ort wurde kurz vor der Eroberung von Granada durch die Katholischen Könige eingenommen.